# 남쯕현
남쯕현(베트남어: Huyện Nam Trực / 縣南直 남직현)은 베트남 남딘성에 속한 현이다.

## 지리
남쯕현은 동북쪽으로 타이빈성 부트현에, 북쪽으로 남딘시에, 서쪽으로 부반현에, 서남쪽으로 응이어흥현에, 동남쪽으로 쯕닌현에 접한다.

## 역사
응우옌 왕조 시기 해당 현은 남쩐현(南眞縣)이었다. 타인타이 원년(1889년), 죽득 황제의 휘를 피하여 남쯕현으로 현명을 고쳤다.

## 행정 구역
남쯕현은 1시진(市鎭) 19사(社)를 관할한다.

### 시진
- 남장시진(베트남어: Thị trấn Nam Giang / 南江市鎭)

### 사
- 빈민사(베트남어: Xã Bình Minh / 平明社)
- 디엔싸사(베트남어: Xã Điền Xá / 田舍社)
- 동선사(베트남어: Xã Đồng Sơn / 同山社)
- 홍꽝사(베트남어: Xã Hồng Quang / 鴻光社)
- 남끄엉사(베트남어: Xã Nam Cường / 南強社)
- 남즈엉사(베트남어: Xã Nam Dương / 南陽社)
- 남하이사(베트남어: Xã Nam Hải / 南海社)
- 남호아사(베트남어: Xã Nam Hoa / 南華社)
- 남홍사(베트남어: Xã Nam Hồng / 南鴻社)
- 남훙사(베트남어: Xã Nam Hùng / 南雄社)
- 남러이사(베트남어: Xã Nam Lợi / 南利社)
- 남미사(베트남어: Xã Nam Mỹ / 南美社)
- 남타이사(베트남어: Xã Nam Thái / 南泰社)
- 남탕사(베트남어: Xã Nam Thắng / 南勝社)
- 남타인사(베트남어: Xã Nam Thanh / 南清社)
- 남띠엔사(베트남어: Xã Nam Tiến / 南進社)
- 남또안사(베트남어: Xã Nam Toàn / 南全社)
- 응이어안사(베트남어: Xã Nghĩa An / 義安社)
- 떤틴사(베트남어: Xã Tân Thịnh / 新盛社)